# Adrien Auzout

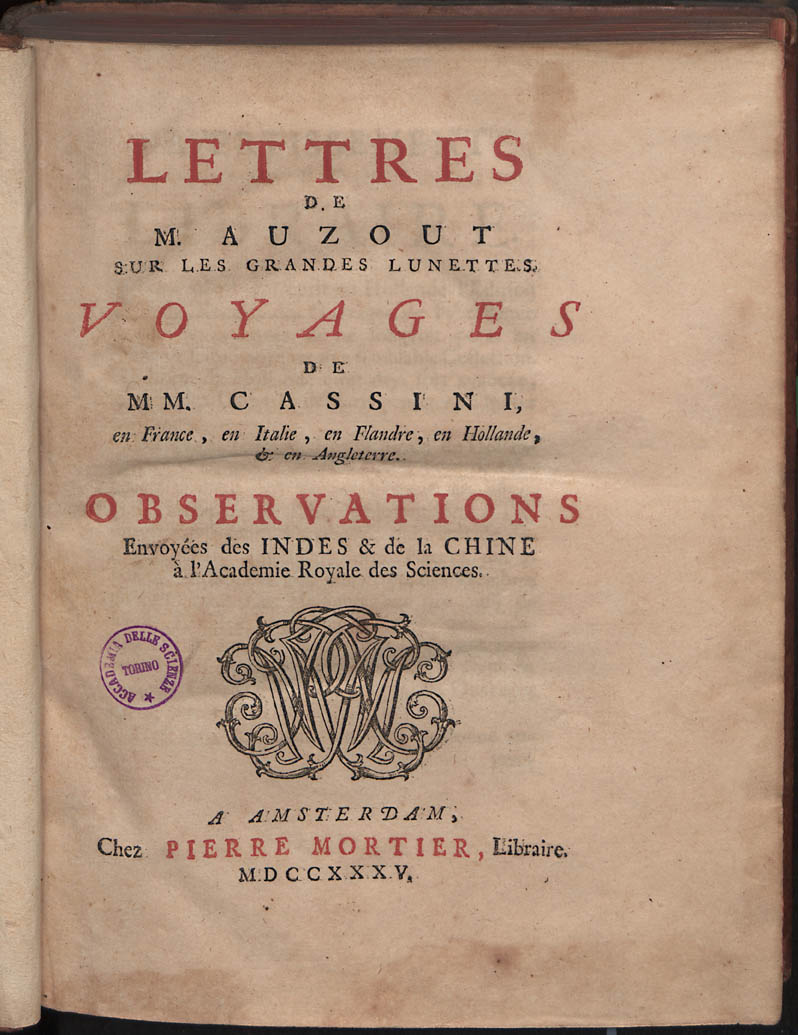
Lettres sur les grandes lunettes, 1735

Adrien Auzout (Rouen, 28 januari 1622 – Rome, 23 mei 1691) was een Frans astronoom.

## Biografie
Hij was de zoon van een klerk aan de rechtbank van Rouen.
Tussen 1664 en 1665 deed hij observaties van meerdere kometen en formuleerde argumenten voor hun parabolische of ellipsvormige baan. Hierin was hij de opposant van Johannes Hevelius. Adrien was kort lid van de Académie Royale des Sciences tussen 1666 en 1668 en verliet deze misschien als gevolg van een geschil. Hij is tevens een van de stichtende leden van het "French Royal Obseratory" (Koninklijk Frans Observatorium).
Hij vertrok naar Italië om daar de volgende 20 jaar actief te verblijven tot zijn overlijden.

## Werkgebied
- Hij deed enkele observaties waaronder een aantal met een luchttelescoop. Hij overwoog de constructie van een 300 meter lange lucht-telescoop om de dieren op de maan te kunnen observeren. Hij verbeterde ook het gebruik van de Filar-micrometer.
- In 1647 voerde hij een experiment uit waarbij hij de invloed van de luchtdruk op de kwikbarometer aantoonde.
- In de periode 1667-1668 brachten Adrien en Jean Picard een telescopische kijker aan een 38-inchkwadrant en gebruikten het om heel nauwkeurig plaatsbepaling op Aarde te doen.

## Eerbetoon
- Lid van de Académie Royale des Sciences tussen 1666 en 1668
- Verkozen als lid van de Royal Society (Fellow of the Royal Society) in 1666[bron?]
- De krater Auzout op de maan is naar hem genoemd.